# لي مالوري
لي مالوري (بالإنجليزية: Lee Mallory)‏ هو مغن مؤلف أمريكي، ولد في 10 يناير 1945، وتوفي في 21 مارس 2005 بسبب سرطان الكبد.

## وصلات خارجية
- لي مالوري على موقع ميوزك برينز (الإنجليزية)
- لي مالوري على موقع ديسكوغز (الإنجليزية)